# The Best Of (Ivan Graziani)
The Best Of è una raccolta di Ivan Graziani del 1999.

## Tracce
1. Firenze (canzone triste)
2. Guagliò guagliò
3. Johnny non c'entra
4. Lugano addio
5. Agnese
6. Bambino antico
7. La sposa bambina
8. La bella Gina
9. Maledette malelingue
10. Soltanto fumo
11. Psychedelico
12. Radici nel vento
13. Emily
14. Il chitarrista
15. Pigro
16. Le mani di Giulia
17. Ora et labora
18. E sei così bella
19. Monna Lisa (bonus track)